# Гуржій Андрій Миколайович
Гуржій Андрій Миколайович (нар. 14 грудня 1946) — український науковець; доктор технічних наук, фахівець у галузі інформаційних технологій в освіті. Академік Національної академії педагогічних наук України. Кавалер ордена князя Ярослава Мудрого V ступеня. З 2001 по 2008 р. був першим заступником міністра освіти і науки України.

## Життєпис
У 1969 році закінчив Київський політехнічний інститут.
З 1972 по 1992 рік працював у науково-дослідних установах Києва.
З 1992 року працює у системі Міністерства освіти України ( заступником директора Інституту системних досліджень освіти, директором НДІ інформаційних технологій, перший заступник державного секретаря міністерства).
Від 2003 року перший заступник міністра освіти і науки України. 